# NGC 1592
NGC 1592 je galaksija u zviježđu Eridanu.

## Vanjske poveznice
- SEDS: NGC 1592